# Beleg van Mahdia
Het Beleg van Mahdia vond plaats van juni tot september 1550 en was een conflict tussen het Ottomaanse Rijk en het Spaanse Rijk, gesteund door de ridders van Malta. Onder het Ottomaanse bewind had van de havenstad Mahdia in Tunesië zich tot een zeeroversnest ontwikkeld en daar wilden de Spanjaarden een eind aan maken.

## Achtergrond
Begin 16e eeuw was er een conflict ontstaan tussen Muley Hassan, vorst van het Hafsidenrijk en bondgenoot van keizer Karel V, en zijn zoon Abu al-Abbas Ahmad III, die aanleunde bij Süleyman I. In die periode had de Middellandse Zee te kampen met Barbarijse zeerovers, waarvan Turgut Reis de bekendste piraat was. Hesar, de broer van Turgut Reis, kreeg de gelegenheid om van Mahdia een uitvalbasis te maken.

## Verloop
Het bevel over de ontmanteling van het zeeroversnest werd toevertrouwd aan de Genuees Andrea Doria en Bernardino de Mendoza. Hun vloot bestond uit 52 galeien en 28 kraken. De troepen stonden onder leiding van kapitein-generaal Juan de la Vega, onderkoning van Sicilië.
Het bereik van de Spaanse kanonnen was vele malen groter dan dat van de Ottomaanse en al vlug moesten de soldaten van Hesar zich verschuilen in de bergen. Intussen had Turgut Reis, die de kusten van Valencia aan het plunderen was, het bericht ontvangen over het beleg. Hij maakte rechtsomkeer en kwam zijn broer ter hulp. Turgut slaagde er in Mahdia binnen te komen, maar het overwicht was te groot en hij vluchtte naar Djerba. Onder hevig artillerievuur brak de defensie en bestormden de Spanjaarden het fort.

## Vervolg
Een Spaans garnizoen verbleef tot 1553 in het fort, nadien werd het ontmanteld. Het effect van de overwinning was van korte duur. In 1551 veroverden Ottomaanse troepen Tripoli, het begin van de Italiaanse Oorlog (1551-1559).